# Lipová, Nové Zámky
Lipová este o comună slovacă, aflată în districtul Nové Zámky din regiunea Nitra. Localitatea se află la altitudinea de 124 m deasupra n.m., se întinde pe o suprafață de 13,63 km2 și în 2017 număra 1.518 locuitori.

## Istoric
Localitatea Lipová este atestată documentar din 1156.

## Demografie
| An:                | 1994 | 2004   | 2014   | 2024   |
| ------------------ | ---- | ------ | ------ | ------ |
| Număr de persoane: | 1608 | 1599   | 1546   | 1519   |
| Diferență:         |      | −0,55% | −3,31% | −1,74% |

| An:                | 2023 | 2024   |
| ------------------ | ---- | ------ |
| Număr de persoane: | 1527 | 1519   |
| Diferență:         |      | −0,52% |